# ホセ・オスカル・エレーラ
ホセ・オスカル・エレーラ（José Óscar Herrera, 1965年6月17日 - ）は、ウルグアイ出身の元サッカー選手。元ウルグアイ代表。ポジションはディフェンダー。

## 経歴
1984年にウルグアイのCAペニャロールでプロデビューし、1987年にコパ・リベルタドーレスで優勝。その年のトヨタカップ（インターコンチネンタルカップ）にも出場した。その後、スペイン、イタリア、メキシコ、アルゼンチンなどのクラブでプレーした。
ウルグアイ代表としては、1988年から1997年までに56試合に出場（4得点）、1990年のワールドカップイタリア大会にも出場した。1990年までは主に右サイドバックでプレーしていたが、ウーゴ・デレオンとネルソン・グティエレスが代表を引退した後はセンターバックを務めることが多かった。

## 所属クラブ
- 1984-1989  CAペニャロール
- 1989-1990  UEフィゲレス
- 1990-1995  カリアリ・カルチョ
- 1995-1996  アタランタBC
- 199700000 クルス・アスル
- 1997-1998  ニューウェルズ・オールドボーイズ
- 199800000 CAペニャロール
- 199900000 ラシン・クラブ・デ・モンテビデオ
- 200000000 モンテビデオ・ワンダラーズFC
- 200100000 CAペニャロール
- 200100000 山東魯能泰山
- 200100000 ペルシブ・バンドン
- 200200000 モンテビデオ・ワンダラーズFC
- 200300000 CAペニャロール

## タイトル

### クラブ
- CAペニャロール
  - コパ・リベルタドーレス 1987

### 代表
- ウルグアイ代表
  - コパ・アメリカ 1995